# Jarmila Levko
Jarmila Levko, rodným příjmením Pešlová (* 14. května 1969 Valtice) je česká ekonomka a politička, od února 2022 poslankyně Poslanecké sněmovny PČR, od října 2018 do září 2022 zastupitelka města Liberec, členka SLK. V letech 2014 až 2022 byla též ředitelkou Divadla F. X. Šaldy.

## Život
Narodila se ve Valticích a do Liberce se přestěhovala ve 14 letech. Vystudovala Střední průmyslovou školu textilní v Liberci, v letech 1987 až 1991 pak obor ekonomika a řízení na Technické univerzitě v Liberci (získala titul Ing.). Zpívala ve sboru, s kapelami a hrála divadlo. V listopadu roku 1989 se se spolužáky angažovala v organizování studentské stávky a koncertů (včetně koncertu Karla Kryla). Po revoluci pracovala jako ředitelka jabloneckého výstaviště (dnes Eurocentrum), v Českém rozhlase nebo jako manažerka rozvoje na soukromé ZŠ.
V letech 2011 až ⁠2014 působila jako ekonomická náměstkyně Divadla F. X. Šaldy, od roku 2014 je jeho ředitelkou. Postu ředitelky se rozhodla v souvislosti s nástupem do Poslanecké sněmovny PČR vzdát. Učinila tak k 30. červnu 2022. Nová ředitelka by však měla funkci vykonávat jen po dobu, co bude Levko poslankyní. Pak se hodlá do funkce ředitelky divadla vrátit.
Jarmila Levko žije ve městě Liberec, konkrétně v části Perštýn. Má dvě děti, dvojčata, která se narodila v roce 2004.

## Politické působení
V komunálních volbách v roce 2002 kandidovala do Zastupitelstva města Liberec jako nestranička za Volbu pro město (VPM), ale neuspěla. Zvolena nebyla ani ve volbách v roce 2010 jako nestranička a lídryně kandidátky Demokratické regionální strany (DRS). Uspěla až ve volbách v roce 2018 jako nestranička za Starosty pro Liberecký kraj (SLK). V roce 2019 do SLK vstoupila. V libereckém zastupitelstvu působila jako místopředsedkyně finančního výboru a výboru pro vzdělávání. V komunálních volbách v roce 2022 kandidovala do zastupitelstva Liberce ze 17. místa kandidátky subjektu „Starostové pro Liberecký kraj společně s TOP 09 a KDU-ČSL“. Mandát zastupitelky města se jí však nepodařilo obhájit.
Ve volbách do Poslanecké sněmovny PČR v roce 2021 kandidovala jako členka SLK (nominovaná hnutím STAN) na 7. místě kandidátky koalice Piráti a Starostové v Libereckém kraji. Získala 9 601 preferenčních hlasů, což ji posunulo na konečné třetí místo. Vzhledem k zisku dvou mandátů se stala první náhradnicí. V lednu 2022 se po ohlášené rezignaci Jana Farského na poslanecký mandát vzhledem k jeho stipendijní stáži v USA stala jeho náhradnicí na post poslankyně Poslanecké sněmovny PČR. Poslankyní se stala 15. února 2022.